# Sonic the Hedgehog 4: Episode I
Sonic the Hedgehog 4: Episode I (яп. ソニック・ザ・ヘッジホッグ4 エピソードI, Сонікку дза Хедзіхоггу Фо: Епісо:до Ван, укр. Їжак Сонік 4: Епізод 1, також просто Sonic 4: Episode I) — перший з епізодів відеоігри Sonic the Hedgehog 4, що вийшов восени 2010 року для приставок Xbox 360, PlayStation 3, Wii та iOS-пристроїв, а пізніше на Windows Phone 7, ПК та Android. Розробкою епізоду спільно займалися студії Dimps та Sonic Team.
Дія гри відбувається у світі Соніка. За сюжетом доктор Еґман знову зробив план зупинити їжака, побудувавши велику кількість роботів. Таким чином, злий учений хоче помститися Соніку за руйнування бази «Яйце Смерті». Сам ігровий процес Sonic the Hedgehog 4: Episode I нагадує старі ігри, що виходили на Mega Drive/Genesis. У цьому епізоді лише один ігровий персонаж — сам їжак Сонік.
Анонс проєкту під кодовою назвою Project Needlemouse відбувся у 2009 році. Такаші Іізука і Дзюн Сеноуе, що працювали над Sonic the Hedgehog 3, виступили в ролі продюсера та провідного композитора відповідно. Після виходу Sonic the Hedgehog 4: Episode I отримав здебільшого позитивні відгуки та йому супроводжував комерційний успіх. Критики хвалили проєкт за швидкість проходження рівнів та ігровий процес, але як недоліки було приведено дизайн рівнів, запозичений зі старих ігор серії. У 2012 році відбувся вихід Sonic the Hedgehog 4: Episode II.

## Ігровий процес

Сонік на рівні «Splash Hill». Рівні схожі на ті, що були у старих іграх серії, що виходили Mega Drive/Genesis. Саме це стало одним з об'єктів критики з боку журналістів.

Sonic the Hedgehog 4: Episode I є двовимірним платформером. Дія гри відбувається після подій Sonic the Hedgehog CD, а раніше, в Sonic 3 & Knuckles головний герой їжак Сонік перемагає свого ворога доктора Роботніка (Еґмана), після чого його база «Яйце Смерті» (англ. Death Egg) руйнується, а острів Ангелів здіймається в повітря. Сердитий вчений хоче помститися, і починає будівництво нової бази для виробництва роботів. Ігровий процес виконаний у стилі перших ігор серії, що виходили для приставки Mega Drive/Genesis. Соніку потрібно пройти п'ять рівнів («Splash Hill», «Casino Street», «Lost Labyrinth», «Mad Gear» і «E.G.G. Station»), поділених на три акти й фінальний рівень з босом. По дорозі гравець знищує ворогів-роботів, які називаються бадніками (англ. Badnik), і збирає кільця для отримання додаткових життів або доступу на спеціальний етап. Однак є й нововведення — це панелі, що прискорюють персонажа, і напад homing attack (самонавідна атака на ворога). Проходження кожного акта обмежено десятьма хвилинами; залежно від витраченого часу наприкінці акту гравцю присуджуються бонусні очки. У разі смерті Соніка проходження гри починається заново або з контрольної точки. Дійшовши до кінця перших двох актів зони, гравець повинен відзначити їхнє завершення, торкнувшись таблички із зображенням доктора Еґмана; наприкінці третього акту гравця чекає битва з босом — самим Еґманом, який управляє різноманітними бойовими машинами. У грі діє система трофеїв та досягнень.
Коли Сонік закінчує перший, другий або третій акт зони щонайменше з 50 кільцями й потрапляє у велике кільце, яке зазвичай висить у повітрі над фінішною межею, він переходить в один із семи спеціальних рівнів — «Special Stage». Такі рівні є обертові лабіринти. У кожному такому лабіринті є Смарагд Хаосу, а завдання Соніка — дістатися до нього за певний час, не торкнувшись червоних блоків із зображенням знака оклику. Подібні бонусні рівні були представлені в першій грі про їжака, проте в четвертій частині з'явився таймер, після якого гравець автоматично програвав, а також можливість обертати рівень самому. До того ж за рівнями крім додаткових кілець розкидані бонуси, які додають час.
Зібравши всі сім Ізумрудів Хаосу, гравець може під час проходження рівня за власним бажанням перетворитися на Супер Соніка. На відміну від попередніх ігор класичної серії, гравець має можливість вибору рівня. Однак більше немає водного, електричного та вогняного щита, як це було у Sonic 3 & Knuckles. Залежно від кількості зібраних Смарагдів і кілець у фінальній заставці буде показано один з чотирьох кінцівок. Крім цього, у грі доступний режим «Time Attack», в якому пропонується проходження рівнів за мінімальний час.

## Розробка та випуск гри
Розробка гри під кодовою назвою Project Needlemouse розпочалася у січні 2009 року. Раніше студії Sonic Team та Dimps спільно створили трилогію Sonic Advance та дилогію Sonic Rush. Керівником проекту став дизайнер Тосіюкі Нагахара, продюсером — глава Sonic Team Такаші Іізука, а композитор Дзюн Сеноуе написав ряд мелодій для даного епізоду. На сайті GameSpot 9 вересня 2009 представник компанії Sega Кен Баллоу повідомив, що «Mr. Needlemouse» — це первісне ім'я їжака Соніка, коли він створювався Наото Осімою ще на початку 1990-х.
При створенні гри розробники хотіли повернутися до ігрового процесу перших частин франшизи, але було вирішено використовувати підтримку широкоформатного розширення, зокрема підтримується роздільна здатність 1080p у версіях для PlayStation 3, Xbox 360 та ПК, та 480p на Wii. Сюжет четвертої частини пригод Соніка відбуваються після подій Sonic & Knuckles, і пропонувалося розбити його на п'ять епізодів. У 2010 році розробниками проводився конкурс, в якому був опублікований список персонажів, які можуть бути ігровими, але врешті-решт Sega вирішила залишити лише одного Соніка. Після проведення заходу Sonic Team представила концепт-арти майбутнього проєкту.
Анонс офіційної назви гри — Sonic the Hedgehog 4: Episode I — відбувся 4 лютого 2010. Після анонсу з'явилися чутки, що вона буде доступна для власників консолі Xbox 360 і розповсюджуватися через PartnerNet. 3 квітня сайт PartnerNet був закритий через витік інформації.

Рання версія рівня «Lost Labyrinth», де гравцеві потрібно було керувати вагонеткою. Цей прототип, що потрапив у мережу, був негативно оцінений критиками

Спочатку розробники хотіли випустити гру в червні 2010 року, проте навесні творці заявили про перенесення дати виходу на осінь, щоб остаточно доопрацювати рівні. За кілька місяців до релізу в інтернет «вибігла» бета-версія для Xbox 360, що викликала великий шквал критики фанатів на адресу розробників.
Sonic the Hedgehog 4: Episode I вийшла у всьому світі восени 2010. На численні прохання гравців Кен Балоу на офіційному форумі заявив про розгляд питання про портування Sonic the Hedgehog 4 на ПК. Однак пізніше до мережі потрапили дані, що Sonic the Hedgehog 4 все-таки може вийти на ПК. 15 червня 2011 перший епізод Sonic the Hedgehog 4 вийшов на Windows Phone 7. 21 грудня 2011 вийшов HD-порт гри на iPad. 19 січня 2012 Sonic the Hedgehog 4: Episode I з'явився на сервісі Steam, а 25 січня на Android Market. Управління грою на консолях здійснюється геймпадом, на комп'ютері — клавіатурою або геймпадом, на смартфонах та планшетах — віртуальними кнопками, які з'являються на екрані пристрою.

### Саундтрек

Обкладинка альбому Sonic the Hedgehog 4 Episode I Original Soundtrack

Саундтрек до Sonic the Hedgehog 4: Episode I був написаний композитором Дзюном Сеноуе, який працював над музикою серії починаючи з Sonic the Hedgehog 3. Оригінальний альбом гри, що складається з 23 композицій, був випущений 4 липня 2012 року в iTunes Store під назвою Sonic the Hedgehog 4: Episode I Original Soundtrack (яп. ソニック・ザ・ヘッジホッグ4 エピソードI オリジナルサウンドトラック, Сонікку дза Хедзіхоггу Фо: Епісо:до Ван Орідзінару Саундоторакку). 1 серпня 2012 року на території Японії лейблом Wave Master було випущено саундтрек Sonic the Hedgehog 4 Episode I & II Original Soundtrack (яп. ソニック・ザ・ヘッジホッグ 4 エピソード I&II オリジナルサウンドトラック, Сонікку дза Хедзіхоггу Фо: Епісо:до Ван то Цу Орідзінару Саундоторакку) з музикою першого та другого епізодів.
| Sonic the Hedgehog 4: Episode I Original Soundtrack | Sonic the Hedgehog 4: Episode I Original Soundtrack | Sonic the Hedgehog 4: Episode I Original Soundtrack |
| #                                                   | Назва                                               | Тривалість                                          |
| --------------------------------------------------- | --------------------------------------------------- | --------------------------------------------------- |
| 1.                                                  | «Title Screen»                                      | 0:17                                                |
| 2.                                                  | «Splash Hill Zone Act 1»                            | 1:57                                                |
| 3.                                                  | «Splash Hill Zone Act 2»                            | 2:18                                                |
| 4.                                                  | «Splash Hill Zone Act 3»                            | 1:54                                                |
| 5.                                                  | «Boss: Dr. Eggman»                                  | 1:51                                                |
| 6.                                                  | «Casino Street Zone Act 1»                          | 2:47                                                |
| 7.                                                  | «Casino Street Zone Act 2»                          | 2:44                                                |
| 8.                                                  | «Casino Street Zone Act 2 (Mobile ver.)»            | 1:19                                                |
| 9.                                                  | «Casino Street Zone Act 3»                          | 2:24                                                |
| 10.                                                 | «Lost Labyrinth Zone Act 1»                         | 2:38                                                |
| 11.                                                 | «Lost Labyrinth Zone Act 2»                         | 2:46                                                |
| 12.                                                 | «Lost Labyrinth Zone Act 3»                         | 2:12                                                |
| 13.                                                 | «Mad Gear Zone Act 1»                               | 2:08                                                |
| 14.                                                 | «Mad Gear Zone Act 2»                               | 2:07                                                |
| 15.                                                 | «Mad Gear Zone Act 3»                               | 2:00                                                |
| 16.                                                 | «Cut Scene: To the Station in the Sky»              | 0:23                                                |
| 17.                                                 | «E.G.G. Station Zone»                               | 2:14                                                |
| 18.                                                 | «All Clear»                                         | 0:20                                                |
| 19.                                                 | «End Roll Medley»                                   | 3:05                                                |
| 20.                                                 | «Special Stage»                                     | 2:13                                                |
| 21.                                                 | «Menu»                                              | 1:33                                                |
| 22.                                                 | «Invincible»                                        | 1:06                                                |
| 23.                                                 | «Super Sonic»                                       | 0:43                                                |
| 42:59                                               |                                                     |                                                     |

## Критика
| Агрегатор    | Оцінка                                               |
| ------------ | ---------------------------------------------------- |
| GameRankings | 75,42 % (Wii) 73,23 % (PS3) 74,85 % (X360)           |
| Metacritic   | 81/100 (Wii) 74/100 (PS3) 72/100 (X360) 70/100 (iOS) |

| Видання                      | Оцінка                      |
| ---------------------------- | --------------------------- |
| 1Up.com                      | B                           |
| AllGame                      | [ 3 ]                       |
| Edge                         | 6/10                        |
| Eurogamer                    | 9/10                        |
| G4                           | 3/5                         |
| Game Informer                | 8/10                        |
| GamePro                      | [ 43 ]                      |
| Game Revolution              | B-                          |
| GameSpot                     | 6,5/10                      |
| GamesRadar+                  | 9/10                        |
| GameTrailers                 | 7,5/10                      |
| GameZone                     | 4,5/10 (консолі) 8/10 (iOS) |
| IGN                          | 8/10 (консоли) 7,5/10 (iOS) |
| Nintendo World Report        | 8/10                        |
| Official Nintendo Magazine   | 88 %                        |
| Official Xbox Magazine (США) | 8/10                        |
| TeamXbox                     | 8/10                        |
| VideoGamer.com               | 7/10                        |
| Игромания                    | 6/10                        |
| Страна игр                   | 7,5/10                      |

Sonic the Hedgehog 4: Episode I отримала переважно позитивні відгуки. Середня оцінка, отримана від сайту Metacritic, становить 81 бал зі 100 можливих для Wii, 74 та 72 бали для PlayStation 3 та Xbox 360 відповідно. Подібна статистика опублікована і на сайті GameRankings — 75,42 % для Wii, 74,85 % для Xbox 360 та 73,23 % для PS3. Журнал Nintendo Power назвав її найкращою грою сервісу WiiWare за 2010 рік, а сайт GameZone у липні наступного року помістив Sonic the Hedgehog 4: Episode I на десяте місце серед найкращих ігор серії Sonic the Hedgehog. Представник IGN дав консольній версії нагороду «Вибір Редакції» (англ. Editor’s Choice). Однак для деяких сайтів та журналів, що розчарувалися якістю Sonic the Hedgehog 4, її вихід був названий останнім цвяхом у труну франшизи. Проте епізод став комерційно успішним. Згідно з інформацією, наданою генеральним директором Sega West Майком Хейсом, на серпень 2011 року було продано понад мільйон копій гри.
Позитивних відгуків удостоївся в основному ігровий процес та дизайн рівнів. Епізод допоможе гравцеві на кілька хвилин повернутися в дитинство, а нововведення homing attack не псує геймплей і служить корисним доповненням для швидкого проходження, але причепитися до нього зможуть лише віддані фанати синього їжачка. Деякі оглядачі відзначали проблеми з керуванням. Хілларі Голдштейн хотіла також бачити в епізоді багатокористувацьку гру. Оглядача з GamesRadar вразила зміна часу доби на рівнях, проте йому не сподобалася плаваюча фізика рівнів. Представник сайту 1UP.com похвалив розробників за збереження великої швидкості гри, але, за його словами, дизайнери зіпсували босів та зробили легкопрохідними низку головоломок. Сергій Цилюрик назвав рівні більшими і на деяких ділянках дуже бадьорими, однак відсутній будь-який логічний перехід між ними. В огляді Керолін Петіт ігровий процес отримав стриманий відгук. З одного боку вона похвалила Episode I за яскравість фарб і старі звуки, що звучали ще на консолях від Sega, але з іншого лаяла проєкт за поганий дизайн рівнів та нудних босів. На сторінках «Ігроманії» Ілля Янович писав: у Sonic the Hedgehog 4 автори не просто скопіювали механіку найпершої частини, а й скопіювали гру повністю, лише переставивши деякі елементи. Він також розкритикував рішення видавця випустити нову гру за епізодами, назвавши першу частину неповноцінною грою, її «маленьким шматком». Критик порадив фанатам краще переграти у старі частини серії, що виходили на Mega Drive/Genesis.
Більшість оглядачів розкритикували музичний супровід та звукові ефекти. Так журналіста з GameZone, коментуючи роботу Дзюна Сеноуе, наштовхнула на думку, що Sega не має жодного уявлення про те, як повернути колишню славу Сонік. Хілларі Голдштейн назвала музику не підходящою для епізоду, але все-таки вона «чіпляє». Це твердження оскаржив представник із Nintendo World Report, уточнивши при цьому, що мелодії насправді нічим не примітні і гравець швидко про них забуде. Позитивний відгук залишив Ліам Мартін, назвавши роботу композитора «відмінною», а звукові ефекти занурять гравця в атмосферу рівнів.
Одностайні критики були щодо ціни консольної версії, яку встановила Sega за Episode I. П'ятнадцять доларів за невелику гру з чотирма рівнями оглядачі вважали завищеною, але її продаж в ігрових сервісах вони вважають правильною. На думку редактора з IGN, підходящою ціною для Sonic the Hedgehog 4 були б десять доларів, і вона, згідно з припущенням Джима Стерлінга, допомогла б залучити ще більше покупців. Проте фанати все одно придбають епізод, навіть якщо вони проходитимуть його один раз, і то через Супер Соніка. Такий підхід буде неприйнятним у тому випадку, якщо Sonic Team випустить продовження з невеликою кількістю рівнів та високою ціною.
Примітно, але частина оглядачів назвали Sonic the Hedgehog 4: Episode I не повноцінною грою, а ремейком перших частин серії (в огляді від GamesRadar навіть порівняли епізод із Sonic Advance для Game Boy Advance) і провели між ними паралелі. Ця суперечка розділила критиків на два ворогуючі табори. Наприклад, представник сайту IGN в кінці огляду відзначив наступне: «Sonic the Hedgehog 4 не пропонує нічого нового. Натомість він робить крок назад, до часів, коли Сонік був дивовижним». Подібну думку залишив колега Леві Б'юкенен. Він підтримав рішення Sega створити проєкт, який поверне до джерел серію, до колишньої слави. Співробітник із GameTrailers називав вихід гри вартим винаходом для фанатів синього їжака. Сергій Цилюрик із журналу «Країна ігор» зробив припущення: мінімалізм розробників полягав у боязні співробітників придумати щось нове, і тому «проти пішли і Наклз, і навіть Тейлз, залишилося лише протистояння Соніка та Роботніка — зовсім поза контекстом попередніх частин». Тому він сподівається, що в другому епізоді автори дадуть трохи більше свободи, і додадуть «трохи індивідуальності».

### Вплив
Завдяки хорошим відгукам та продажам, Dimps та Sonic Team у 2012 році випустили продовження Sonic the Hedgehog 4: Episode II. За сюжетом другий епізод розвиває події гри Sonic the Hedgehog CD: Еґман знову наблизив Маленьку планету (англ. Little Planet) до світа Соніка, де будує свою базу. Щоб протистояти Еґману та заново відновленому Метал Соніку, синій їжак закликає на допомогу свого друга лисенятки Тейлза. Разом з ним він має намір зруйнувати плани лиходіїв. Крім того, гравцям, які мають перший і другий епізоди на одній платформі, доступний Episode Metal, що включає в себе Метал Соніка як головний ігровий персонаж і чотири перероблені акти, засновані на зонах з Episode I.
Другий епізод після виходу отримав переважно середні оцінки від критиків. В основному їх не влаштував режим однокористувацької гри, де Соніку необхідно контактувати з лисенятком Тейлзом, що, на думку видань, уповільнює проходження. Стримані відгуки змусили Sonic Team припинити випуск наступної частини Sonic the Hedgehog 4. Представник Sega раніше повідомляв, що, якщо Episode II буде хорошим, то буде випущений Episode III, потім Episode IV і так далі, доки компанія не буде готова до створення Sonic 5, проте представник припустив, що ця точка буде пройдена не раніше, ніж після виходу Sonic 4: Episode IV.